# 牛木素吉郎
牛木 素吉郎（うしき そきちろう, 1932年6月12日 - ）は、新潟県中頸城郡津有村（現：上越市）出身のサッカージャーナリスト、元サッカー選手。元兵庫大学経済情報学部教授。

## 経歴
太平洋戦争中は朝鮮で暮らしていたが、12歳で終戦に伴って日本に帰国。親戚を頼って新潟県中頸城郡津有村（現：上越市）に移った。
中学時代にサッカーを知り、新潟県立新潟高等学校を卒業後、東京大学文学部社会学科に入学してア式蹴球部に在籍した。1956年に大学を卒業して東京新聞に入社。1959年に読売新聞へ移り、運動部編集委員として30数年間スポーツ記者を務めた。また、1969年には読売サッカークラブ（現：東京ヴェルディ）の設立に携わった。
サッカージャーナリストとして、サッカー専門誌『サッカーマガジン』に1966年の創刊以来、2006年10月まで時評を連載。日本サッカー界に対する様々な提言を続け、1993年にはミズノ・スポーツライター賞を受賞した。 
ワールドカップは1970年大会以来、2010年大会まで11回連続取材を続けている。2002年大会の会場選定の際には、故郷の新潟県への誘致に尽力。本大会ではワールドカップ新潟県準備委員会常任委員を務めた。 
1992年に読売新聞社を退社後、1993年から2006年3月まで兵庫大学経済情報学部教授（社会情報論等を担当）、同健康科学部兼担教授（スポーツ・メディア論、スポーツ社会学担当）等を務めた。
2000年10月に読売・日本テレビ文化センター北千住に「ビバ!サッカー講座」を開講。試合分析、文化、政治・経済など様々な側面からサッカー論を展開した。現在は「ビバ!サッカー講座」を発展させ「牛木素吉郎＆ビバ!サッカー研究会」を主宰し、サッカー研究を続けている。　
多年に渡るサッカー取材、研究の実績が評価され、2011年8月9日、第8回日本サッカー殿堂顕彰者に選出された。

## 主な著書
- 『サッカー世界のプレー 1970メキシコ大会』 講談社、1970年
- 『サッカー世界のプレー 1974西ドイツ大会』 講談社、1975年
- 『サッカー世界のプレー 80年代の技術と戦術』 講談社、1979年
- 『世界サッカー事典』 大修館書店、2002年
- 『ワールドカップのメディア学』 大修館書店、2003年